# برترانژ
برترانژ (به لوکزامبورگی: Bartreng) یک شهرداری در استان لوکزامبورگ کشور لوکزامبورگ است که ۱۷٫۳۹ کیلومترمربع مساحت دارد و جمعیت آن در سال ۲۰۰۹ میلادی ۶۳۰۲ نفر بوده‌است.